# Боэмунд IV (князь Антиохии)
Боэмунд IV (фр. Bohemond de Poitiers; ок. 1172 — март 1233) — князь Антиохии (1201—1205, 1208—1216, 1219 — март 1233), граф Триполи (1189 — март 1233). Сын Боэмунда III от первого брака, брат Раймунда IV.
После смерти Боэмунда III в 1201 году права на престол Антиохии стали оспаривать его сын Раймунд (граф Триполи) и внук Раймунд-Рубен (по матери, армянской принцессе Алисе, приходившийся внуком царю Киликии Левону II). В 1207 году Боэмунд IV наконец был провозглашен князем Антиохии под именем Боэмунда IV и правил княжеством до своей смерти в 1233 году (с перерывами в 1205—1208 и в 1216—1219 годах, когда власть находилась в руках Раймунда-Рубена).

## Браки и дети
В 1190-е годы первым браком женился на Плэсанс де Жильбер (?—1217). От этого брака:
- Раймонд де Пуатье, бальи Антиохии (1195—1213; убит в Тартусе)
- Боэмунд V (?—1252), наследовавший отцу
- Филипп Антиохийский (?—1226), царь Киликийской Армении в 1222—1224 годах
- Генрих Антиохийский (между 1198 и 1217—1276), отец короля Гуго III Кипрского и Иерусалимского
- Мария де Пуатье.

Второй женой Боэмунда IV в январе 1218 года стала Мелисенда де Лузиньян (ок. 1200 — ?; дочь Амори II Иерусалимского), от которой родились дочери:
- Оргуэллиса де Пуатье
- Эльвиса де Пуатье
- Мария де Пуатье (?—1307), в 1269—1277 годы претендовала на престол Иерусалимского королевства.